# 右监门卫
右监门卫，中国古代禁卫军指挥机构。唐朝十六卫之一。

## 历史
隋文帝时设置右监门府，与左监门府统率亲近禁军，一起管理宫殿门禁及守卫，任职很重。设右监门府将军一人，从三品，为右监门府长官；右监门府郎将二人，正四品，为右监门府次官；校尉、直长各三十人；又有长史、司马、录事及仓曹参军事、兵曹参军事，铠曹参军等属官。仁寿三年（603年）又设门候一百二十人。隋炀帝大业三年（607年）改右监门府将军为右监门府郎将，正四品。置直閤六人，其官属同右备身府，又增门尉、门候，以分掌门禁守卫。唐代沿置，唐高祖武德五年（622年）复为右监门府将军。唐高宗龙朔二年（662年）去“府”字，称右监门卫。
右监门卫不领府兵，设大将军一人、将军二人、中郎将四人，和左监门卫率亲近禁军，一起管理宫城诸门禁卫及门籍，判入,职任。有长史、录事。
- 右监门卫大将军一人，正三品。置上将军之前，为右监门卫长官。管理宫城诸门禁禁卫及门籍，行幸则率属下于衙门监守。
- 右监门卫将军二员，从三品。协掌宫城请门禁卫及门籍，判入。

右监门卫属官还有长史、录事参军事，兵曹参军事兼掌仓曹，胄曹参军事兼掌骑曹。武周天授二年（691年）设司阶、中候、司戈、执戟四色官和长上等属官。右监门卫中郎将四员，正四品下，掌监诸门，检校出入。唐德宗贞元二年（788年）设上将军一人，在大将军之上，从二品，管理宫城诸门禁禁卫及门籍，行幸则率属下于衙门监守。
辽朝也设置右监门卫，设大将军、上将军、将军，为加官，领折冲都尉、果毅都尉。
北宋右监门卫上将军、大将军、将军为环卫官，无定员、无职掌，多让宗室担任，也作为武臣赠典或武官责降散官。元丰改制后，改右金监门上将军三品为从三品。右监门卫大将军降为正四品，右监门卫将军降为从四品。南宋多不除授，宋孝宗隆兴年间复置右监门卫上将军、大将军、将军。

## 人物
- 626年，右监门将军长孙安业
- 680年，右监门卫中郎将令狐智通
- 687年，右监门卫中郎将爨宝璧
- 700年，右监门卫长史侯祥
- 713年，右监门将军高力士
- 724年，监门卫大将军杨思勖
- 812年，右监门卫将军田怀谏
- 863年，右监门将军宋戎
- 877年，右监门将军柳彦璋
- 896年，右监门卫将军贾公铎
- 924年，右监门上将军娄继英
- 931年，监门上将军张篯
- 936年，右监门上将军武廷翰